# Ibrahim I ibn Aglab

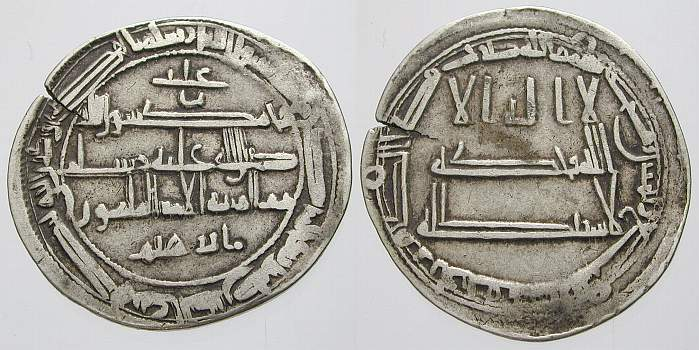
Dírham de Ibrahim I

Ibrahim I ibn al-Áglab (en árabe, إبراهيم بن الأغلب) fue el primer emir aglabí (800- 5 de julio de 812), el fundador del primer emirato cuasi-independiente en Ifriqiya (bajo soberanía tan solo nominal) de los califas abasíes en Ifriqiya.

## Biografía
Ibrahim era hijo de al-Áglab (que fue valí de Ifriqiya entre 765 y 767, cuando este territorio aún era una provincia bajo soberanía del califato abasí), y llegó a ser gobernador del Valle de M'Zab (hoy en Argelia) desde el 787. Dominó la revuelta de los jariyíes en Ifriqiya a fines del siglo VIII. En el 800 Ibrahim se proclamó emir de Ifriqiya y fundó la dinastía aglabí, y se reconoció su carácter hereditario por parte del califa Harún al-Rashid, a cambio de un tributo testimonial anual de 40 000 dinares en oro y vestimentas de lujo y con la superación de la anarquía que reinaba en Ifriqiya tras la caída de los muhalabíes y el ataque de los pueblos bereberes en proceso de islamización; el califa abasí era citado en la plegaria de los viernes en las mezquitas de Ifriqiya y se reservó para sí mismo y su dinastía el derecho de vetar candidaturas dinásticas aglabíes (cosa que sucedió solo una vez, cuando Ibrahim II fue desposeído del emirato en 902 y acabó sus días en Sicilia). Ibrahim I sometió a control un área que abarcaba el este de Argelia, Túnez y Tripolitania.
Tras al pacificación de su territorio estableció su residencia en El Abbasiyya para mantener la distancia con una serie de juristas malikíes que no le apoyaban pues condenaron siempre el estilo de vida "pecaminoso" de los aglabíes y desaprobaron el trato discriminatorio que dispensaron a los bereberes musulmanes desde Cairuán. En El Abbasiyya, el emir Ibrahim I recibió en 805 a los embajadores de Carlomagno que pedían las reliquias de San Cipriano. Al mismo tiempo, con los enviados del patricio del imperio bizantino en Sicilia, Constantino, se concertó una tregua (kudna) y un intercambio de prisioneros: los embajadores francos entregaron al emir los regalos del emperador Carlomagno para el califa abasí de Bagdad. 
Formó un ejército de 5000 esclavos negros para no depender de tropas (yund) de origen árabe, que se rebelaron sucesivamente en 802, 805 y 810. Ibrahim construyó un aparato administrativo potente que contribuyó a la prosperidad de Ifriqiya durante un siglo.

### Descendencia
Los tres hijos conocidos de Ibrahim I fueron sus sucesores en el emirato de su creación:
- Abdalá I ibn Ibrahim (812-817)
- Ziyadat Alá I ibn Ibrahim (817-838)
- al-Aglab Abú Iqal ibn Ibrahim (838-841)